# Senpai e kōhai
Senpai (先辈) e kōhai (後輩) são formas de tratamento baseadas no status, decididos com base na idade, importância/cargo ou tempo ao qual o indivíduo pertence a uma organização. Senpai não é equivalente a crush (do inglês, "esmagar"), e sim um pronome para tratar alguém mais experiente (veterano), enquanto kōhai não possui uma tradução certa, mas de um modo geral tem um significado equivalente a “calouro”, embora não implique uma relação tão forte quanto significa no Ocidente. (Observação: No japonês original a palavra é pronunciada /sem.paj/ . Entretanto, quando o termo é transcrito dentro das convenções romaji (do japonês, caracteres romanos) o termo mantém o encontro de letras np.)
Normalmente não há separação certa de idade entre um kōhai e um senpai. Mas alunos mais velhos que os do primeiro ano, porém anteriores aos do último, também usam este termo. Para alunos do último ano todos são kōhais.
Esta hierarquia pode continuar depois de saírem da escola, empresa ou organização. Isto é válido particularmente quando há eventos para reuni-los, tais como a ida para outra escola, empresa, equipa ou simplesmente em momentos de lazer.
Em ocasiões mais raras, uma pessoa mais jovem também pode ser considerada senpai de uma pessoa mais velha, caso a pessoa mais velha tenha entrado depois do mais novo em qualquer organização.
Num clube de desporto ou artes marciais japonesas, como numa academia de kendō ou uma equipa de basebol, é esperado do kōhai a execução de tarefas domésticas para o clube como lavar roupas e limpar equipamentos. Mais do que uma simples divisão de respeito, esta relação estabelece obrigações mútuas. Do kōhai espera-se o respeito ao seu senpai, enquanto do senpai se espera que este seja um exemplo para o kōhai. 
Senpai não é a pessoa que ensina, doutrina ou que guia os kōhai, pois este é o papel de um sensei (professor ou mestre). A obrigação de senpai é muito difícil, pois além de coordenar tarefas mais complexas e com mais responsabilidades do que as do kōhai, o senpai deve ser um exemplo em todos os aspectos possíveis, para mostrar aos kōhai qual a postura que deve ser adotada. O senpai deve possuir habilidades técnicas e de postura que inspirem seus kōhai a fazer o mesmo.